# گامول (کارولینای شمالی)
گامول (به انگلیسی: Gamewell) شهری در ایالت کارولینای شمالی کشور ایالات متحده آمریکا است که جمعیت آن در سرشماری سال ۲۰۱۰ میلادی، ۴٬۰۵۱ نفر بوده‌است.